# Garbhagriha

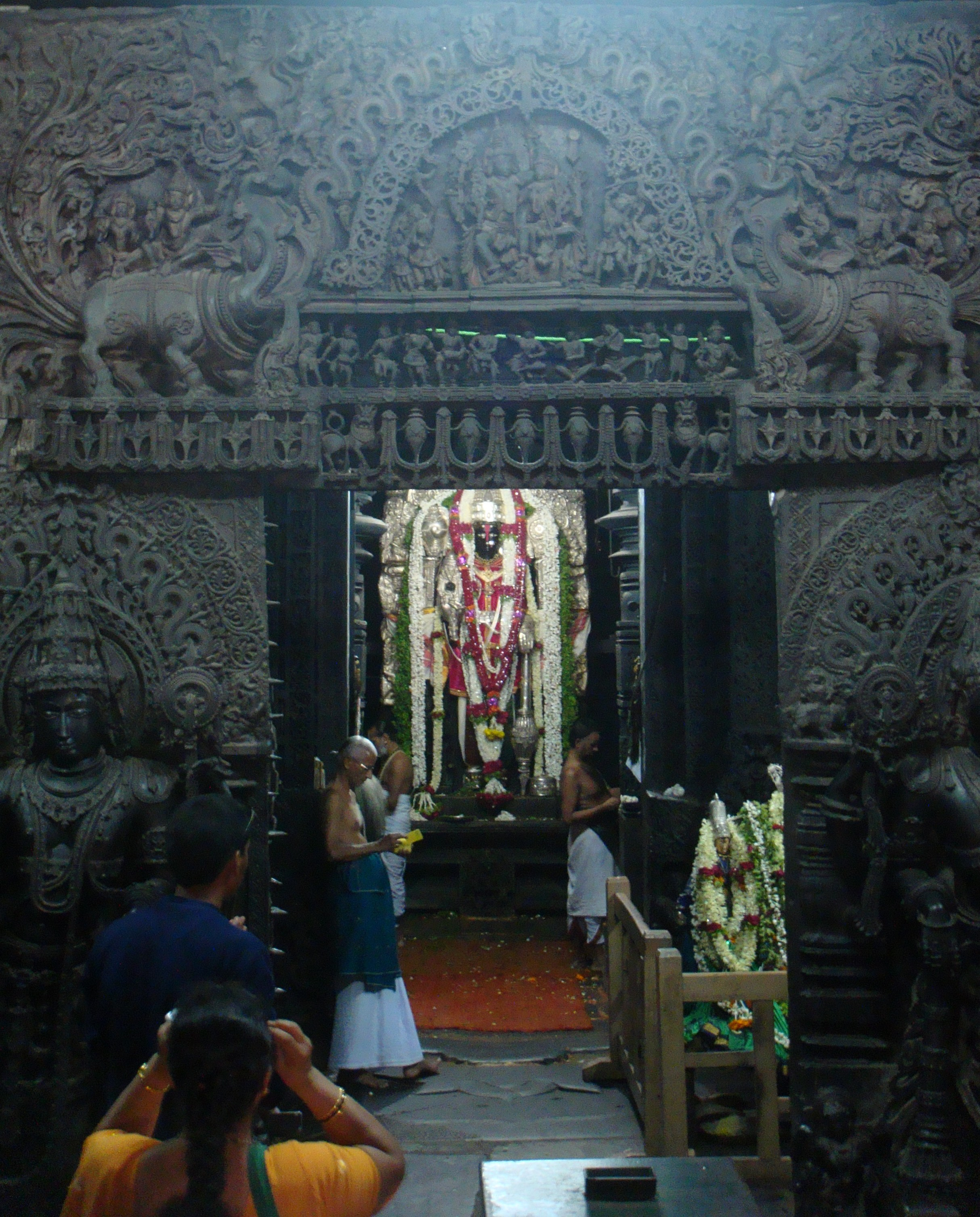
Devotos ofreciendo plegarias en el garbhagriha del templo de Chennakesava en Belur, que contiene el ídolo del dios Vishnú.

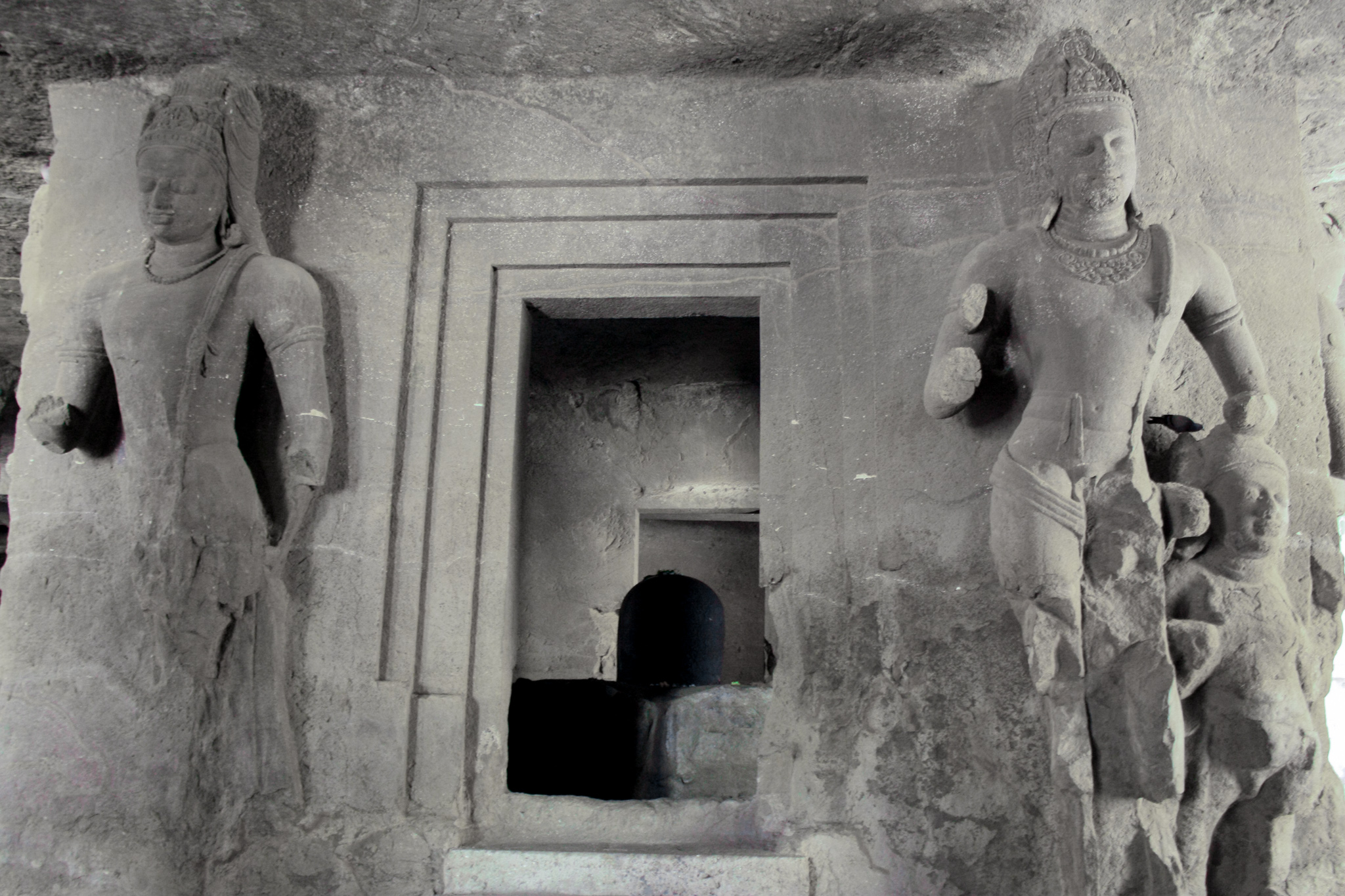
Entrada al garbhagriha en las grutas de Elefanta donde puede verse un lingam y un yoni.

La garbhagriha garba griha o garbha griha (en sánscrito: गर्भगॄह, garbha gṛha, literalmente, "cámara o casa del útero o matriz") es el sanctum sanctorum, la cámara o santuario más íntimo y el corazón de un templo hinduista donde reside el murti (ídolo o icono) de la deidad primaria del templo.
Aunque el término se asocia con templos hindúes, también se encuentra en templos jainistas y templos budistas.

## Arquitectura
En los templos con una aguja o vimana, esta cámara se coloca directamente debajo de ella, formando las dos el eje vertical principal del templo y juntas representan el modelo del eje del mundo (axis mundi) a través del mítico Monte Meru. El garbhagriha suele estar también situado en el eje horizontal principal del templo, que generalmente es un eje este-oeste. En los templos donde hay también un eje transversal, está colocado generalmente en su intersección, como es el caso de los templos mayores de Jayurajo que presentan una formación en transepto. 
Generalmente la garbhagriha es una cámara sin ventanas y escasamente iluminada, creada así intencionadamente para concentrar la mente del devoto sobre la forma tangible de lo divino situado en su interior. La arquitectura es muy básica, sin ornamentos. La entrada suele estar restringida a los 'sacerdotes' (puyari) que realizan los servicios en este lugar.
Es una situación inversa al exterior de los templos hinduistas, decorados con proliferación de estatuas y esculturas geométricas y figurativas. Es en el exterior de los templos donde se representa el mundo de los dioses, mientras que la cámara interior simboliza a Brahman.

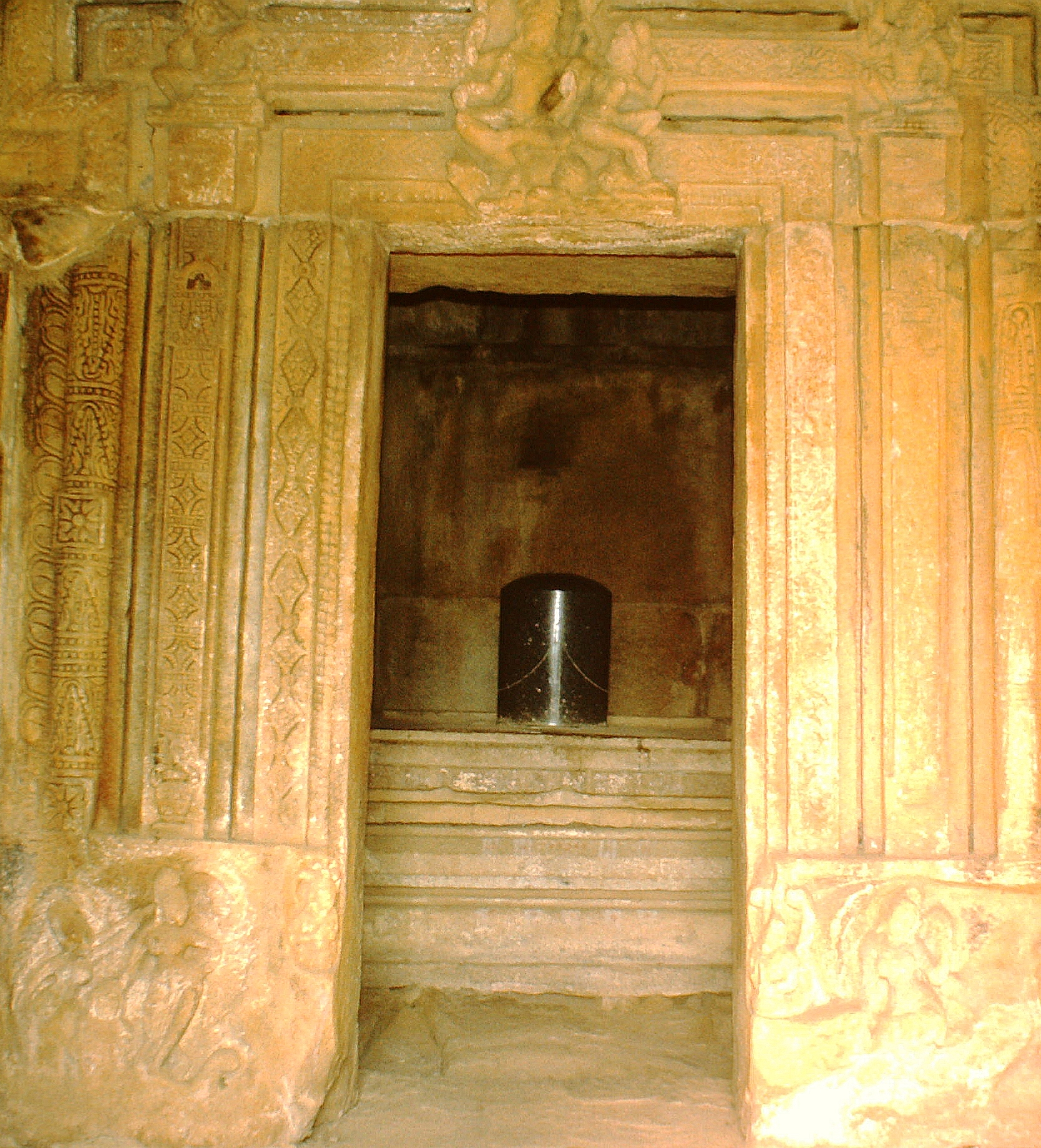
Garbhagriha en Pattadakal con el lingam del dios Shiva.

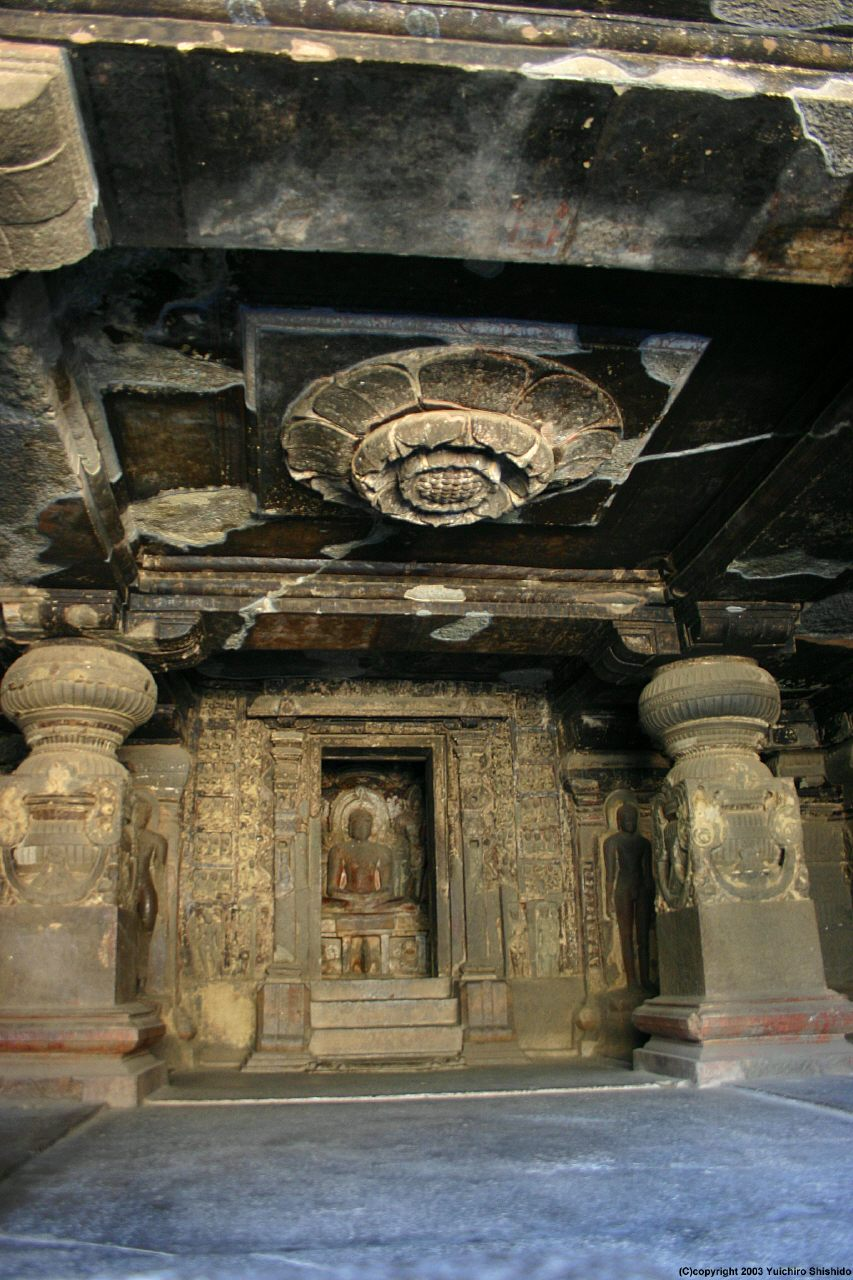
Garbhagriha con Tirthankara, en Ellora, c. 900.

En el estilo Dravida, la garbhagriha tomó la forma de una vimana en miniatura con otras características exclusivas de la arquitectura de los templos indios meridionales como que la pared interna junto con la pared externa crean un pradakshina alrededor de ella destinada a la circunvalación, es decir, la deambulación de los fieles alrededor de la representación de la divinidad. La entrada está muy decorada y con el tiempo, la garbhagriha se convirtió en una estructura separada, más elaborada y adornada.
Frecuentemente, la garbhagriha tiene planta cuadradao y se asienta sobre un plinto, siendo su ubicación calculada para ser un punto de equilibrio total y armonía, ya que es representativo de un microcosmos del Universo y es donde reside la imagen de la deidad.
Aunque su planta está basada en estructuras cuadradas y circulares, sin embargo, para los templos de las diosas, la garbhagriha está basada en estructuras de rectángulos y triángulos, como por ejemplo en:
- Templo de Varahi Deula en Chaurasi, cerca de Puri, dedicado a la diosa Varahi.
- Templo de Vaital Deula (o Baitala Deula) en Bhubaneswar, dedicado a la diosa Chamunda, una manifestación de Parvati.
- Templo de Devi Jagadambi en Jayurajo.

La estructura actual de la mayoría de estos templos es una vimana de dos pisos con una garbhagriha cuadrada y un camino circumambulatorio, una ardha-mandapa y una maha-mandapa más estrecha.